# Голец Кропоткина
Голе́ц Кропо́ткина — горная вершина и памятник природы в Забайкальском крае России, на границе Тунгокоченского и Тунгиро-Олёкминского районов. Высшая точка нагорья Олёкминский Становик, Муройский хребет (1908 м).
Гора является одним из самых удалённых памятников природы Верхнеамурского бассейна. Ближайшими населёнными пунктами являются посёлок Итака и железнодорожные станции Аксёново-Зиловское и Ксеньевка, расположенные на расстоянии 75 км от гольца.
Высотная поясность в пределах гольца выражена сменой горнотаёжного, подгольцового и гольцового поясов. Вершина горы представляет собой пологое плато, покрытое крупнообломочным материалом. Из редких растений здесь встречаются: берёза Эрмана (шерстистая), рододендрон золотистый, кассиопея вересковидная, толокнянка альпийская.
Гора названа в честь Петра Алексеевича Кропоткина, русского революционера и исследователя Забайкалья.

## Топографические карты
- Лист карты N-50-XXII. Масштаб: 1 : 200 000. Указать дату выпуска/состояния местности.